# Tour d'Algérie 1953
Le Tour d'Algérie 1953 s'est déroulé du 4 mars au 14 mars, sur un parcours de 2 261 kilomètres de Bône à Alger. La course fut remportée par le coureur belge Germain Derycke.

## Parcours
La course se dispute sur un circuit découpé en cinq étapes allant de Bône vers Philippeville pour une distance totale de 2.261 kilomètres. Le peloton passe par Constantine, Bougie, Alger, Médéa, Orléanville, Oran, Sidi Bel Abbès, enfin Affreville jusqu'à l'arrivée à Alger.
| Étape     | Date    | Villes étapes               |  | Distance (km) | Vainqueur d’étape | Leader du classement général |
| --------- | ------- | --------------------------- |  | ------------- | ----------------- | ---------------------------- |
| 1re étape | 4 mars  | Bône - Philippeville        |  | 160           | Wout Wagtmans     | Wout Wagtmans                |
| 2e étape  | 5 mars  | Philippeville - Constantine |  | 214           | Jean Dacquay      | Jean Dacquay                 |
| 3e étape  | 6 mars  | Constantine - Bougie        |  | 234           | Germain Derycke   | Nello Lauredi                |
| 4e étape  | 7 mars  | Bougie - Alger              |  | 232           | Désiré Keteleer   | Nello Lauredi                |
| 5e étape  | 8 mars  | Alger - Médéa               |  | 181           | André Rosseel     | Nello Lauredi                |
| 6e étape  | 9 mars  | Médéa - Orléanville         |  | 215           | Adolphe Deledda   | Nello Lauredi                |
| 7e étape  | 10 mars | Orléanville - Oran          |  | 227           | Antonin Rolland   | Nello Lauredi                |
| 8e étape  | 12 mars | Oran - Sidi Bel Abbès       |  | 235           | Germain Derycke   | Nello Lauredi                |
| 9e étape  | 13 mars | Sidi Bel Abbès - Affreville |  | 324           | Abdel-Kader Zaaf  | Nello Lauredi                |
| 10e étape | 14 mars | Affreville - Alger          |  | 232           | Marcel Zelasco    | Germain Derycke              |

## Résultats

### Classement final
| Classement général final | Classement général final | Classement général final | Classement général final   | Classement général final |
|                          | Coureur                  | Pays                     | Équipe                     | Temps                    |
| ------------------------ | ------------------------ | ------------------------ | -------------------------- | ------------------------ |
| 1er                      | Germain Derycke          |                          | Alcyon-Dunlop              | en 64 h 9 min 26 s       |
| 2e                       | Raymond Impanis          |                          | Garin-Wolber               | + 1 min 4 s              |

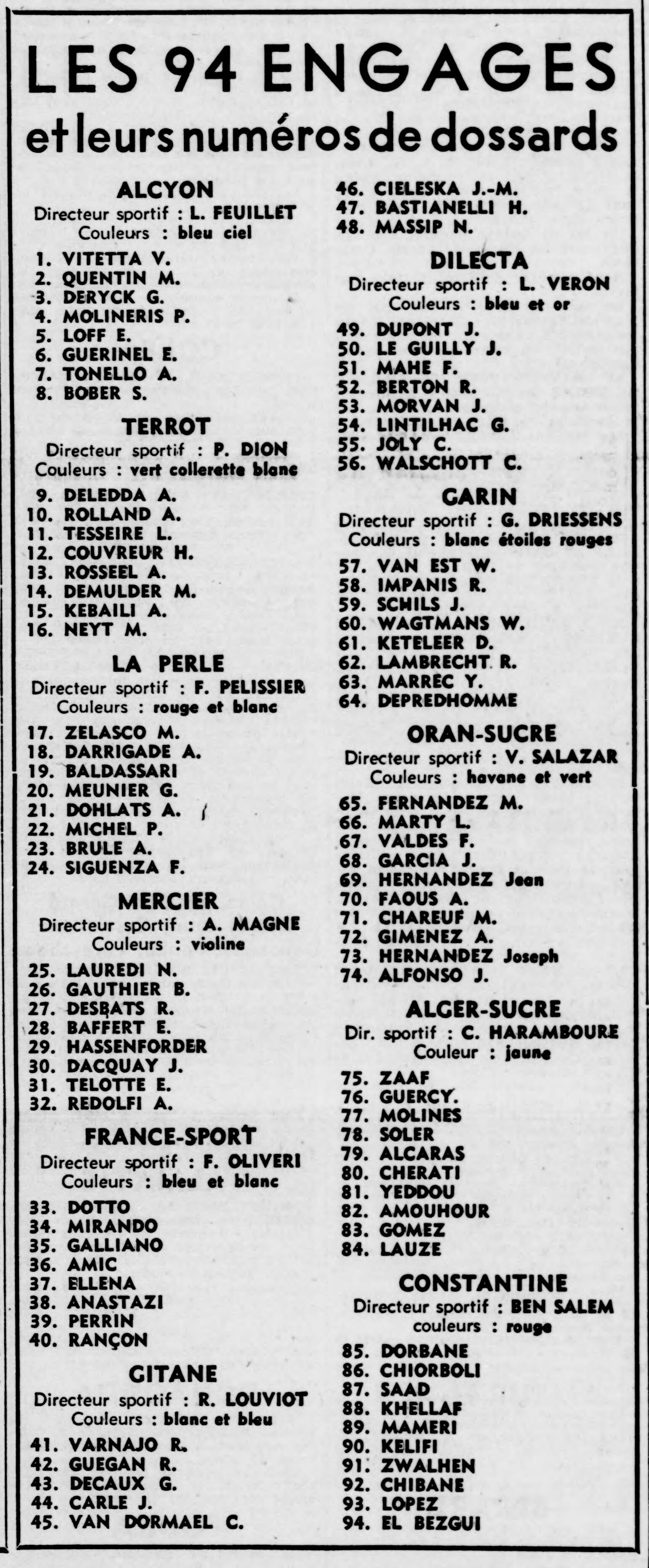
Liste des coureurs

| 3e                       | Maurice Neyt             |                          | Terrot-Hutchinson-Wolber   | + 2 min 20 s             |
| 4e                       | Georges Meunier          |                          | La Perle-Hutchinson        | + 6 min 35 s             |
| 5e                       | Joseph Mirando           |                          | France Sport-Dunlop        | + 7 min 27 s             |
| 6e                       | Désiré Keteleer          |                          | Garin-Wolber               | + 8 min 34 s             |
| 7e                       | Antonin Rolland          |                          | Terrot-Hutchinson-Wolber   | + 9 min 33 s             |
| 8e                       | Hilaire Couvreur         |                          | Terrot-Hutchinson-Wolber   | + 19 min 27 s            |
| 9e                       | Francis Siguenza         |                          | La Perle-Hutchinson        | + 21 min 49 s            |
| 10e                      | François Mahé            |                          | Dilecta-J.B. Louvet-Wolber | + 22 min 4 s             |
| 11e                      | Ahmed Kebaïli            |                          | Terrot-Hutchinson-Wolber   | + 28 min 24 s            |
| 12e                      | Marcel Zelasco           |                          | La Perle-Hutchinson        | + 28 min 38 s            |
| 13e                      | André Rosseel            |                          | Terrot-Hutchinson-Wolber   | + 29 min 5 s             |
| 14e                      | Frans De Mulder          |                          | Terrot-Hutchinson-Wolber   | + 32 min 59 s            |
| 15e                      | Wim van Est              |                          | Garin-Wolber               | + 36 min 37 s            |
| 16e                      | Roger Hassenforder       |                          | Mercier-Hutchinson         | + 44 min 5 s             |
| 17e                      | Émile Guérinel           |                          | Alcyon-Dunlop              | + 49 min 6 s             |
| 18e                      | Alfred Tonello           |                          | Alcyon-Dunlop              | + 52 min 47 s            |
| 19e                      | Albert Dolhats           |                          | La Perle-Hutchinson        | + 54 min 14 s            |
| 20e                      | Fernandez M.             |                          | Oran-Sucre                 | + 59 min 25 s            |
| 21e                      | Loff E.                  |                          | Alcyon-Dunlop              | + 1 h 3 min 40 s         |
| 22e                      | Vincent Vitetta          |                          | Alcyon-Dunlop              | + 1 h 6 min 3 s          |
| 23e                      | Perrin                   |                          | France Sport-Dunlop        | + 1 h 11 min 6 s         |
| 24e                      | Abdel-Kader Zaaf         |                          | Alger-Sucre                | + 1 h 42 min 56 s        |
| 25e                      | Alcaraz                  |                          | Alger-Sucre                | + 2 h 17 min 7 s         |
| modifier                 |                          |                          |                            |                          |